# Шершель
Шершель (араб. شرشال‎) — город-порт в Алжире на территории вилайета Типаза, в 90 км от столицы государства.

## История
Первоначально город назывался Иолом, пока мавретанский царь Юба II не переименовал его в Кесарию (Цезарею), в честь императора. При императоре Клавдии, когда Мавретания была обращена в римскую провинцию, город стал римской колонией, причём та часть провинции, в которой он находился, стала называться Мавретанией Кесарейской.
Во время Второй мировой войны 21—22 октября 1942 здесь проходила англо-французская конференция планирования операции «Факел».

## Галерея

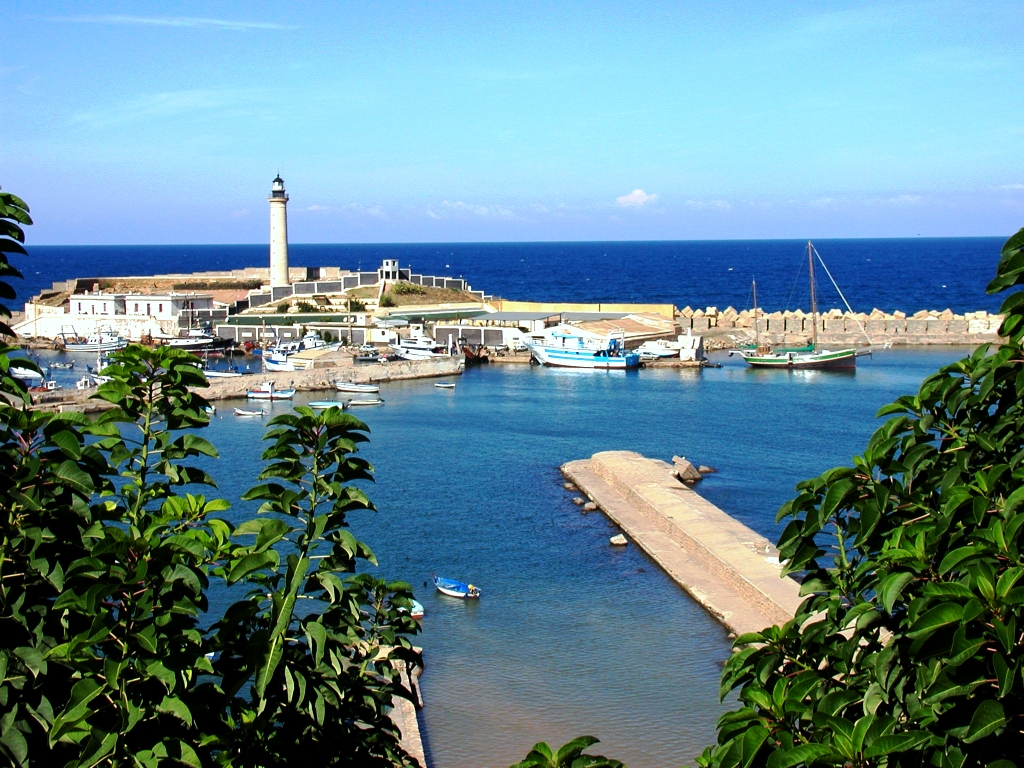
Порт
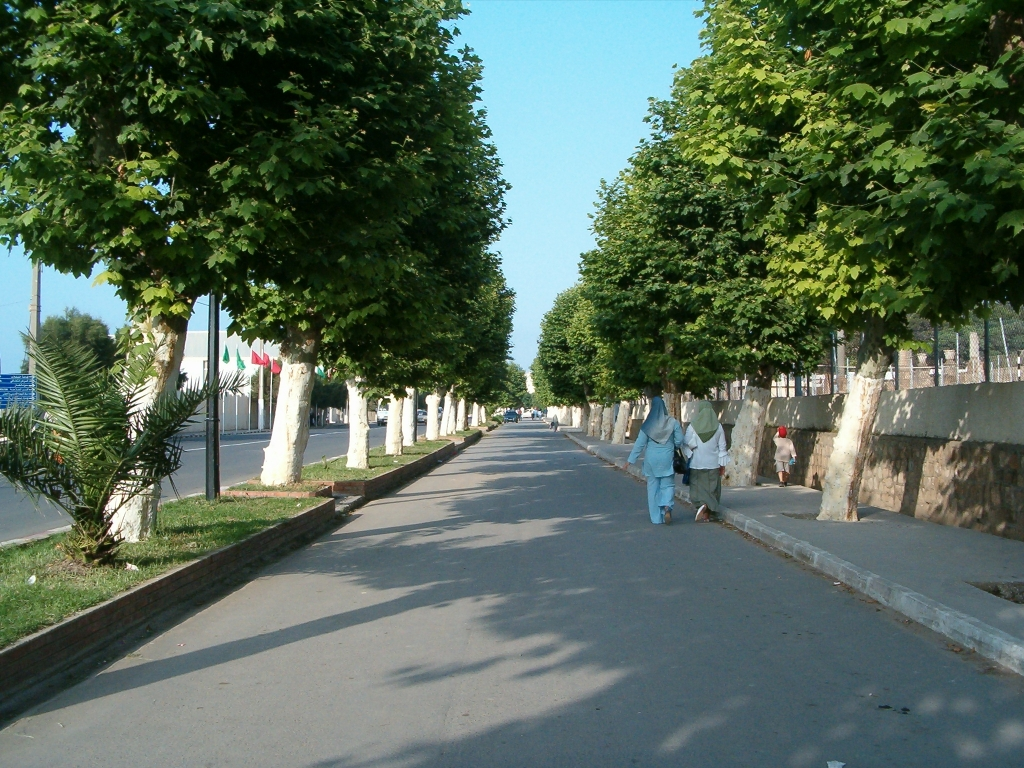
Путь, ведущий в популярный район Тизирин в Шершеле

## Известные уроженцы
- Макрин (164-218) — римский император.
- Присциан (ок. 500) — римский грамматик.
- Ассия Джебар (1936-2015) — алжирская писательница и кинорежиссёр.
- Нура[англ.] (1942-2014) — алжирская певица.